# Лаша (река)
Лаша — река в России, протекает в Республике Мордовия и в Ульяновской области. Левый приток Суры.

## География
Река Лаша берёт начало северо-восточнее села Кочкурово Дубёнского района Мордовии. Течёт на юго-восток, в нижнем течении небольшой участок реки находится на территории Ульяновской области. Устье реки находится напротив деревни Стрельниково Инзенского района Ульяновской области в 387 км по левому берегу реки Сура. Длина реки составляет 40 км, площадь водосборного бассейна — 142 км².

## Данные водного реестра
По данным государственного водного реестра России относится к Верхневолжскому бассейновому округу, водохозяйственный участок реки — Сура от Сурского гидроузла и до устья реки Алатырь, речной подбассейн реки — Сура. Речной бассейн реки — (Верхняя) Волга до Куйбышевского водохранилища (без бассейна Оки).
Код объекта в государственном водном реестре — 08010500312110000036937.